# Paul Rundell
Paul W. Rundell (23 novembre 1925 – Raleigh, 5 novembre 2005) è stato un cestista e allenatore di pallacanestro statunitense.

## Carriera
Con gli Stati Uniti ha disputato i Giochi panamericani di Città del Messico 1955, vincendo la medaglia d'oro.
In seguito ha allenato la San Francisco State University, vincendo la finale regionale NCAA Division II nel 1969.